# Новосибирский авиационный технический колледж
Новосибирский авиационный технический колледж имени Б. С. Галущака (НАТК) — образовательное учреждение, расположенное в Новосибирске. Создан в 1929 году как машиностроительный техникум. В 1937 году реорганизован в авиационный.

## История
В 1929 году был открыт Новосибирский машиностроительный техникум. В 1937 году учебное заведение переходит под управление Наркома оборонной промышленности, техникум переименовывают в авиационный.
С 1938 по 1940 год ведётся строительство учебного корпуса учреждения, в котором принимают активное участие преподаватели и учащиеся техникума.
В 1941 году из Москвы в Новосибирск эвакуируют ЦАГИ, его располагают в здании авиационного техникума, после чего учебное заведение на непродолжительное время закрывается. Но уже в декабре 1941 года решением ГК обороны техникум размещают в одном корпусе вместе с Московским авиационным технологическим институтом, занятия возобновляются.
В 1945 году на учебное заведение возлагается новая обязанность — техникум начинает проводить методические работы с учителями техникумов Новосибирской области.
В 1964 году руководителем авиационного техникума становится В. Н. Тихомиров, который формирует долгосрочную образовательную политику, направленную на совершенствование деятельности учреждения.
С 1983 года в техникуме начинает работать Музей авиации и космонавтики имени Ю. В. Кондратюка.
В 1991 году техникум получает статус колледжа, в этом же году учреждение было включено в состав НАПО им. В. П. Чкалова на правах юридического лица.

## Сотрудники

### Директоры
- 1948—1957 Мануйлов, Виктор Вениаминович

## Известные выпускники
- Борис Антонович Орлов (9 января 1934 — 30 октября 2000) — лётчик-испытатель ОКБ имени А. И. Микояна.
- Мари́на Лавре́нтьевна Попо́вич  (Васи́льева; 20 июля 1931, хутор Леоненки Велижского района Западной области — 30 ноября 2017, Краснодар) — советский военный лётчик-испытатель 1-го класса, заслуженный мастер спорта СССР, 102-кратный рекордсмен мира. Полковник-инженер, доктор технических наук, профессор, уфолог. Член Союза писателей России.

## Награды
Техникум был награждён Почётной грамотой Верховного Совета РСФСР и стал почётным коллективным членом конструкторского бюро генерального конструктора О. К. Антонова.